# Xã Culdrum, Quận Morrison, Minnesota
Xã Culdrum (tiếng Anh: Culdrum Township) là một xã thuộc quận Morrison, tiểu bang Minnesota, Hoa Kỳ. Năm 2010, dân số của xã này là 487 người.